# Piaristen

De katholieke Orde der Piaristen of Scolopi (Ordo piarum scholarum) werd gesticht door de Spaanse priester en heilige Jozef van Calasanza (1566-1648).
Het doel van zijn orde was onderwijs en opvoeding te bieden aan de onderkant van de samenleving, een vorm van basisonderwijs. De eerste scholen, stichtte hij in 1597 in Rome.
In de landen van de Oostenrijkse monarchie gingen zij zich in latere tijd ook op het middelbaar onderwijs richten.
De Orde der Piaristen werkte naast die der jezuïeten; toen deze orde tijdelijk verboden werd en de Jezuïeten verbannen werden, namen zij een tijd lang de werkzaamheden over.